# برايان فينلي
برايان فينلي هو لاعب هوكي الجليد كندي، ولد في 13 يوليو 1981 في سو ساينت ماري في كندا.

## وصلات خارجية
- برايان فينلي على موقع دوري الهوكي الوطني (الإنجليزية)
- برايان فينلي على موقع EliteProspects.com (الإنجليزية)
- برايان فينلي على موقع HockeyDB.com (الإنجليزية)
- برايان فينلي على موقع Hockey-Reference.com (الإنجليزية)